# Melville Spence
Ne doit pas être confondu avec Malcolm Spence ou Malcolm Clive Spence.
Melville « Mel » Spence (né le 2 janvier 1936 et mort le 27 novembre 2012 en Floride) est un athlète jamaïcain spécialiste du 200 mètres et du 400 mètres. Mesurant 1,77 m pour 71 kg, il est le frère jumeau de Malcolm Spence, lui aussi spécialiste du 400 m.

## Carrière

### Palmarès
| Date | Compétition                                     | Lieu      | Résultat | Épreuve    | Performance   |
| ---- | ----------------------------------------------- | --------- | -------- | ---------- | ------------- |
| 1955 | Jeux panaméricains                              | Mexico    | 2e       | 4 × 400 m  | 3 min 12 s 63 |
| 1956 | Jeux olympiques d'été                           | Melbourne | —        | 4 × 400 m  | DSQ           |
| 1959 | Jeux panaméricains                              | Chicago   | 4e       | 800 mètres |               |
| 1959 | Jeux panaméricains                              | Chicago   | 1er      | 4 × 400 m  | 3 min 05 s 3  |
| 1962 | Jeux de l'Empire britannique et du Commonwealth | Perth     | 6e       | 440 yards  | 47 s 79       |
| 1962 | Jeux de l'Empire britannique et du Commonwealth | Perth     | 1er      | 4 × 440 y  | 3 min 10 s 2  |
| 1963 | Jeux panaméricains                              | São Paulo | 2e       | 400 mètres | 46 s 94       |
| 1963 | Jeux panaméricains                              | São Paulo | 3e       | 4 × 440 y  | 3 min 12 s 61 |
| 1964 | Jeux olympiques d'été                           | Tokyo     | 4e       | 4 × 400 m  | 3 min 02 s 3  |

### Records
| Épreuve    | Performance | Lieu      | Date |
| ---------- | ----------- | --------- | ---- |
| 400 mètres | 46 s 94     | São Paulo | 1963 |